# Dimitri Joukovski
Dimitri Joukovski es un deportista canadiense que compitió en piragüismo en la modalidad de aguas tranquilas. Ganó tres medallas de plata en el Campeonato Mundial de Piragüismo entre los años 2002 y 2006, las tres en la prueba de C4 1000 m.

## Palmarés internacional
| Campeonato Mundial | Campeonato Mundial           | Campeonato Mundial | Campeonato Mundial |
| Año                | Lugar                        | Medalla            | Competición        |
| ------------------ | ---------------------------- | ------------------ | ------------------ |
| 2002               | Sevilla (España)             | Medalla de plata   | C4 1000 m          |
| 2003               | Gainesville (Estados Unidos) | Medalla de plata   | C4 1000 m          |
| 2006               | Szeged (Hungría)             | Medalla de plata   | C4 1000 m          |